# Stomstjärnet
Stomstjärnet är en sjö i Bengtsfors kommun i Dalsland och ingår i Göta älvs huvudavrinningsområde. Sjön har en area på 0,0535 kvadratkilometer och ligger 205,9 meter över havet. Sjön avvattnas av vattendraget Uleviksbäcken.

## Delavrinningsområde
Stomstjärnet ingår i det delavrinningsområde (653694-128693) som SMHI kallar för Utloppet av Segolsbytjärnen. Medelhöjden är 162 meter över havet och ytan är 3,26 kvadratkilometer. Det finns inga avrinningsområden uppströms utan avrinningsområdet är högsta punkten. Uleviksbäcken som avvattnar avrinningsområdet har biflödesordning 4, vilket innebär att vattnet flödar genom totalt 4 vattendrag innan det når havet efter 207 kilometer. Avrinningsområdet består mestadels av skog (72 procent) och öppen mark (12 procent). Avrinningsområdet har 0,26 kvadratkilometer vattenytor vilket ger det en sjöprocent på 7,8 procent.